# Казете (Виченца)
Казете је насеље у Италији у округу Виченца, региону Венето.
Према процени из 2011. у насељу је живело 97 становника. Насеље се налази на надморској висини од 26 м.